# Vlakvleugeljuffers
De vlakvleugeljuffers (Megapodagrionidae) zijn een familie van juffers (Zygoptera), een van de drie suborden van de libellen (Odonata). De familie telt 41 beschreven geslachten en 310 soorten.

## Taxonomie
De familie kent de volgende geslachten:
- Agriomorpha May, 1933
- Allolestes Selys, 1869
- Allopodagrion Förster, 1910
- Amanipodagrion Pinhey, 1962
- Archiargiolestes Kennedy, 1925
- Archaeopodagrion Kennedy, 1939
- Argiolestes Selys, 1862
- Arrhenocnemis Lieftinck, 1933
- Austroargiolestes Kennedy, 1925
- Bornargiolestes Kimmins, 1936
- Burmargiolestes Kennedy, 1925
- Caledargiolestes Kennedy, 1925
- Caledopteryx Kennedy, 1925
- Celebargiolestes Kennedy, 1925
- Dimeragrion Calvert, 1913
- Griseargiolestes Theischinger, 1998
- Heteragrion Selys, 1862
- Heteropodagrion Selys, 1885
- Hypolestes Gundlach, 1888
- Megapodagrion Selys, 1885
- Mesagrion Selys, 1885
- Mesopodagrion McLachlan, 1896
- Miniargiolestes Theischinger, 1998
- Nesolestes Selys, 1891
- Neurolestes Selys, 1882
- Oxystigma Selys, 1862
- Paraphlebia Selys in Hagen, 1861
- Philogenia Selys, 1862
- Philosina Ris, 1917
- Podolestes Selys, 1862
- Podopteryx Selys, 1871
- Priscagrion Zhou & Wilson, 2001
- Protolestes Fraser, 1899
- Rhinagrion Calvert, 1913
- Rhipidolestes Ris, 1912
- Sciotropis Rácenis, 1959
- Sinocnemis Wilson & Zhou, 2000
- Tatocnemis Kirby, 1889
- Teinopodagrion De Marmels, 2001
- Thaumatoneura McLachlan, 1897
- Trineuragrion Ris, 1915